# Sangirfluiter
De sangirfluiter(ook wel sangirlijsterdikkop of grote tiranmuisspecht) (Coracornis sanghirensis synoniem: Colluricincla sanghirensis) is een zangvogel van de familie van de fluiters.

## Kenmerken
De vogel is 17 tot 19 cm lang en weegt gemiddeld 36 g. Het verenkleed is olijf grijsgroen van boven en bleek grijs met een roodbruine waas en naar de buik toe overgaand in groenachtig geel.

## Verspreiding en leefgebied
De sangirfluiter is endemisch op het eiland Sangihe ten noorden van Sulawesi, Indonesië. De soort was vooral bekend door museummateriaal uit de 19de eeuw en werd in 1985 opnieuw ontdekt. Hij komt daar voor op de bergen  Gunung Sahendaruman en Gunung Sahengbalira tussen de 600 en 750 m boven de zeespiegel. Het leefgebied bestaat  uit dichte ondergroei van rotanpalm.

## Status
De sangirfluiter heeft een zeer klein verspreidingsgebied en daardoor is de kans op uitsterven aanwezig. De grootte van de populatie werd in 2012 door BirdLife International geschat op minder dan 100 individuen en de populatie-aantallen nemen af. Het leefgebied is bijna volledig omgezet in land dat agrarisch wordt benut. Om deze redenen staat de sangirlijsterdikkop als ernstig bedreigd (kritiek) op de Rode Lijst van de IUCN.